# Barzan (Irak)
Barzan (Koerdisch: بارزان, Barzan) is een dorp in de autonome regio Koerdistan van Irak.
Het is de geboorteplaats van de Koerdische leider Mustafa Barzani. In de stad wordt het Bahdini-dialect van het Koerdisch gesproken.